# 환상수호전 II
《환상수호전 II》(일본어: 幻想水滸伝II)는 코나미 컴퓨터 엔터테인먼트 도쿄가 개발하고 코나미가 배급한 1998년 롤플레잉 비디오 게임이다. 《환상수호전》 시리즈의 두 번째 작품으로, 플레이스테이션 플랫폼으로 개발돼 일본서 1998년 12월 17일 처음 출시됐다. 영어판 제목은 《수호전 II》(영어: Suikoden II)이다.
《환상수호전 II》의 무대는 전작으로부터 3년 후로, 하이랜드 왕국과 조우스톤 도시동맹 사이의 분쟁이 주 사건이다. 이야기의 주인공들은 하이랜드 소속 소년병이자 플레이어 캐릭터인 '리오우', 그리고 그의 친구 '조우이'이다. 두 세력 사이에 벌어지는 일련의 사건으로 둘의 사이가 멀어지고 새로운 전쟁의 서막이 오르자, 주인공이 조우스톤 도시동맹의 영웅으로서 108명의 수호성들을 동료로 삼으며 운명이 달린 싸움에 임하는 내용을 그렸다. 전작 《환상수호전》의 등장인물들 다수가 재차 등장하며, 전작의 세이브 데이터를 불러올 시에만 이용할 수 있는 컨텐츠가 존재한다.
2023년, 1편과 함께 수록된 리마스터 《환상수호전 I & II HD 리마스터》가 플레이스테이션 4, 엑스박스 원, 닌텐도 스위치 및 마이크로소프트 윈도우로 출시됐다.

## 반응
《환상수호전 II》는 리뷰 애그리게이터 웹사이트 메타크리틱에서 82/100점을 기록해 "대체적으로 긍정적인 평가"를 받았다.

## 같이 보기
- 역대 최고 평가를 받은 비디오 게임 목록